# The Game (TV-serie)
| Brandy Norwood och Lauren London spelar några av huvudrollerna i programmet. |  | Brandy Norwood och Lauren London spelar några av huvudrollerna i programmet. |
| Brandy Norwood och Lauren London spelar några av huvudrollerna i programmet. |  |                                                                              |

The Game är en amerikansk sitcom som skapades av Mara Brock Akil och hade premiär på The CW den 1 oktober 2006. The CW beslutade att lägga ner produktionen efter tre säsonger i maj 2009. 2010 avslöjades att BET köpt rättigheterna till serien och startade produktionen samma år. Den 11 januari 2011 sändes fjärde säsongen som slog tittarrekord med 7,7 miljoner tittare. I april 2013 förnyades serien med en sjunde säsong som har premiär 2014. I huvudrollerna syns bland annat Tia Mowry, Hosea Chanchez, Brandy Norwood, Lauren London och Coby Bell.